# Kōta Takai
Pour les articles homonymes, voir Takai (homonymie).
Kōta Takai (高井 幸大, , Takai Kōta), né le 4 septembre 2004 à Yokohama au Japon, est un footballeur japonais qui évolue au poste de défenseur central au Tottenham Hotspur.

## Biographie

### En club
Né à Yokohama au Japon, Kōta Takai est formé par le Kawasaki Frontale, où il joue depuis l'équipe des moins de 12 ans jusqu'aux professionnels. Le 4 février 2022, Takai signe un premier contrat professionnel, à 17 ans, et intègre l'équipe première.
Takai joue son premier match en professionnel le 18 avril 2022, lors d'une rencontre de Ligue des champions Élite de l'AFC face au Guangzhou FC. Il entre en jeu à la place de Yasuto Wakizaka et son équipe s'impose par huit buts à zéro,.
Il fait sa première apparition J1 League, la première division japonaise, le 15 avril 2023 contre le Nagoya Grampus. Il est titularisé mais son équipe est battue par deux buts à un.

### En sélection
Kōta Takai représente l'équipe du Japon des moins de 20 ans. Avec cette sélection il participe à la Coupe d'Asie des moins de 20 ans en 2023. Il joue quatre matchs dans cette compétition et son équipe se hisse jusqu'en demi-finale, battue par l'Irak après une séance de tirs au but.
Avec les moins de 20 ans toujours, Takai est retenu pour participer à la Coupe du monde des moins de 20 ans en 2023. Lors de cette compétition organisée en Argentine il joue trois matchs, tous en tant que titulaire, mais son équipe est éliminée dès la phase de groupe avec un bilan de deux défaites et une victoire.

## Statistiques

### En club
| Saison                | Club                  | Championnat           | Championnat | Championnat | Coupe nationale | Coupe nationale | Coupe de la Ligue | Coupe de la Ligue | Supercoupe | Supercoupe | Compétition(s) continentale(s) | Compétition(s) continentale(s) | Compétition(s) continentale(s) | Total | Total |
| Saison                | Club                  | Division              | M.          | B.          | M.              | B.              | M.                | B.                | M.         | B.         | Comp.                          | M.                             | B.                             | M.    | B.    |
| 2022                  | Kawasaki Frontale     | J1 League             | 0           | 0           | -               | -               | -                 | -                 | -          | -          | ACL                            | 1                              | 0                              | 1     | 0     |
| 2023                  | Kawasaki Frontale     | J1 League             | 14          | 0           | 4               | 0               | 3                 | 0                 | -          | -          | ACL                            | 3                              | 0                              | 24    | 0     |
| 2024                  | Kawasaki Frontale     | J1 League             | 24          | 2           | -               | -               | -                 | -                 | 1          | 0          | ACLE                           | 6                              | 0                              | 31    | 2     |
| 2025                  | Kawasaki Frontale     | J1 League             | 5           | 1           | -               | -               | -                 | -                 | -          | -          | -                              | 4                              | 0                              | 9     | 1     |
| Total sur la carrière | Total sur la carrière | Total sur la carrière | 43          | 3           | 4               | 0               | 3                 | 0                 | 1          | 0          | -                              | 10                             | 0                              | 61    | 3     |

### En sélection
| Années                | Sélection             | Phases finales        | Phases finales | Phases finales | Phases finales | Éliminatoires | Éliminatoires | Éliminatoires | Éliminatoires | Amicaux | Amicaux | Amicaux | Total | Total | Total |
| Années                | Sélection             | Comp.                 | M.             | B.             | P.d.           | Comp.         | M.            | B.            | P.d.          | M.      | B.      | P.d.    | M.    | B.    | P.d.  |
| --------------------- | --------------------- | --------------------- | -------------- | -------------- | -------------- | ------------- | ------------- | ------------- | ------------- | ------- | ------- | ------- | ----- | ----- | ----- |
| 2024                  | Japon                 | Coupe d'Asie 2023     | -              | -              | -              | CDM 2026      | 1             | 0             | 0             | -       | -       | -       | 1     | 0     | 0     |
| 2025                  | Japon                 | -                     | -              | -              | -              | CDM 2026      | 1             | 0             | 0             | -       | -       | -       | 1     | 0     | 0     |
| Total sur la carrière | Total sur la carrière | Total sur la carrière | 0              | 0              | 0              | -             | 2             | 0             | 0             | 0       | 0       | 0       | 2     | 0     | 0     |

Le tableau suivant liste les rencontres de l'équipe du Japon dans lesquelles Kôta Takai a été sélectionné depuis le 5 septembre 2024 jusqu'à présent :